# 臺南市東山區吉貝耍國民小學
23°17′41″N 120°23′11″E / 23.294606°N 120.386459°E
臺南市東山區吉貝耍國民小學（簡稱吉貝耍國小）為臺灣臺南市東山區的一所市立國民小學，成立於1954年6月21日，時稱「臺南縣東山鄉聖賢國民學校東河分校」，後於1957年獨立設校，並於2010年改為現名。
吉貝耍為源自平埔族群西拉雅族之當地地名，意為木棉，而吉貝耍國小於2010年更名，不但是第一所採用平埔族群名稱、亦為第二所使用臺灣原住民族名稱之國民小學。

## 歷史
日治時期，吉貝耍於1921年6月9日設立「番社公學校吉貝耍分離教室」，並借用吉貝耍的教堂（今東河教會）做為臨時教室；同年11月4日，學校遷入位在番社庄吉貝耍367番地的新校舍。1923年4月1日，改為「番社公學校吉貝耍分教場」。1941年4月1日，學校遷到番社庄田尾，並改為「吉田國民學校」（今聖賢國小）。
二戰後，因受蔡清波、蔡聲龍、段萬得、張添池、蔡輝雲、段道仁、段如松、毛操（藻）藤、段文祈等9人捐贈校地，而在1954年6月21日於現址設立「聖賢國民學校東河分校」。1957年8月1日獨立設校，稱「臺南縣東山鄉東河國民學校」。1968年8月1日，因應九年國民義務教育實施而改稱「臺南縣東山鄉東河國民小學」。1993年8月1日，水雲國小改隸為「東河國小水雲分校」。2002年8月1日，水雲分校裁撤。2010年8月1日，校名變更為「臺南縣東山鄉吉貝耍國民小學」；同年12月25日，因臺南縣市合併而改為現名。

### 歷任校長
| 姓名   | 任期           | 備註       |
| 黃武雄 | 1954年－1957年 | 分校主任   |
| 黃武雄 | 1957年－1965年 | 獨立設校   |
| 蘇頑石 | 1965年－1973年 |            |
| 陳延服 | 1973年－1974年 | 陳雋良代理 |
| 傅朝銳 | 1974年－1977年 |            |
| 蔡文王 | 1977年－1987年 |            |
| 陳雋良 | 1987年－1990年 |            |
| 陳世崇 | 1990年－1994年 |            |
| 王清風 | 1994年－1998年 |            |
| 黃敏煌 | 1998年－2002年 |            |
| 廖螺汾 | 2002年－2010年 |            |
| 鄭富仁 | 2010年－2016年 |            |
| 姜秋蘭 | 2016年－2020年 |            |
| 林志宏 | 2020年至今     |            |

## 外部連結
- 臺南市東山區吉貝耍國民小學